# Постнатальный период
Внеутробный (постнатальный) период — период индивидуального развития, значительно отличающийся от внутриутробного. Если в первом периоде развитие организма происходит в более или менее постоянных условиях среды, то после рождения на организм человека оказывает непосредственное и сильное влияние внешняя среда. Растущий организм начинает приспосабливаться к ней и в нём происходит сложнейшее  преобразование, при этом вновь приобретенные черты присоединяются к особенностям строения, переданным по наследству.

### Возрастная периодизация
В постнатальном развитии организма человека условно выделяют Нерезко очерченные периоды со своими специфическими особенностями роста, развития и формирования органов. Это разделение получило название возрастной периодизации. Существует несколько классификаций этого периода. Наиболее распространённой является предложенная Научно-исследовательским институтом физиологии детей и подростков РАМН:
1. Новорожденные — от рождения до 28 дней
2. Грудной возраст — от 1 месяца до 1 года
3. Раннее детство — от 1 года до 3 лет
4. Первое детство — от 4 до 7 лет
5. Второе детство — 8—11 лет (мальчики), 8—10 лет (девочки)
6. Подростковый возраст — 12—16 лет (мальчики), 12—15 лет (девочки)
7. Юношеский возраст — 17—18 лет (юноши), 16—18 (девушки)
8. Зрелый возраст — 1-й период 19—35 лет
9. Зрелый возраст — 2-й период 36—60 (мужчины), 36—55 (женщины)
10. Пожилой возраст — 61—74 (мужчины), 56—74 (женщины)
11. Старческий возраст — 75—90
12. Долгожители — 90 и старше

Для грудного возраста характерна небольшая интенсивность роста. Так длина тела в это время увеличивается в 1,5 раза, масса тела — в 3 раза. Возраст от 1 года до 7 лет называют ещё периодом нейтрального детства, так как мальчики и девочки по форме и размерам тела почти не отличаются друг от друга. В период от 8 до 12 лет в размерах и пропорциях тела появляются половые различия, ускоряются ростовые процессы, начинается половое созревание у девочек.
Подростковый возраст называют ещё периодом полового созревания или пубертатным: в это время начинается половое созревание у мальчиков, появляются вторичные половые признаки (мутация голоса, рост волос на лобке, в подмышечных впадинах, а затем на верхней губе и подбородке). Отмечается усиление роста в длину, преимущественно за счёт нижних конечностей. В юношеском возрасте процессы роста и формирования организма в основном завершается, наступает половая зрелость.
В зрелом возрасте форма и строение тела человека изменяются мало, и лишь после 60 лет начинаются процессы старения, которые в одних органах наступают раньше, в других — позже